# Цуба

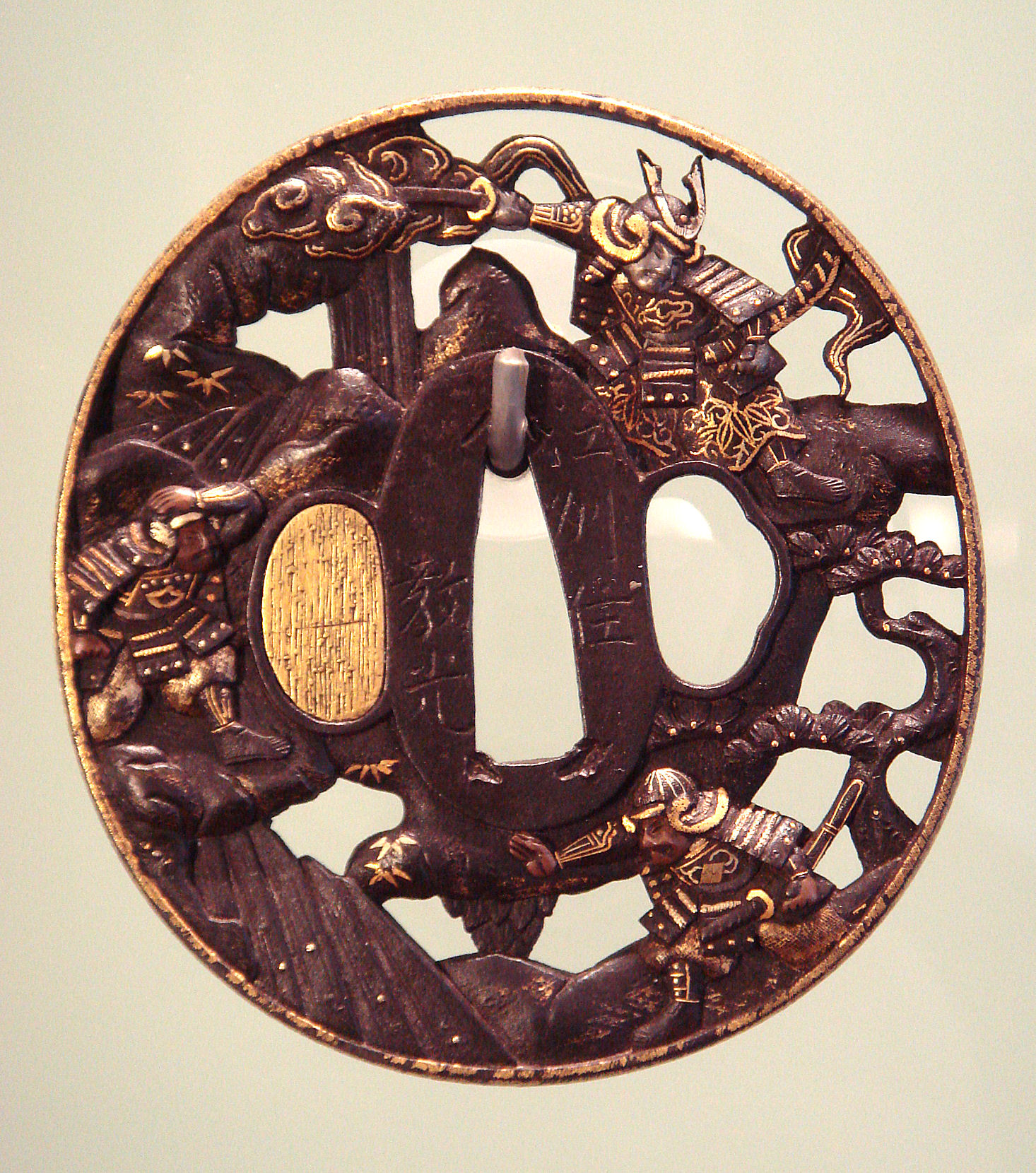
Типова цуба

Цуба (яп. 鍔) — аналог гарди в японській клинковій зброї, такій як катана та інших мечах (таті, вакідзасі, танто або нагіната).
Цуба зазвичай прикрашена витонченою обробкою та в наші дні є предметом колекціонування. Ремесло виготовлення цуб в Японії передавалося із покоління в покоління. Бусідо засуджувало носіння самураями кілець, сережок та інших прикрас. Однак самураї знайшли вихід, прикрашаючи піхви меча та його цубу. Тим самим, без формального порушення кодексу, самурай показував свій смак та багатство.
Помилкова думка, що цуба виконувала також і роль гарди. Гарда — поперечна перекладина, деталь європейського клинкової зброї: меча, шпаги, шаблі тощо. Гарда призначена для захисту руки від зброї супротивника. На ранніх версіях зброї гарди не існувало взагалі. Перші варіанти гарди виглядали як планки, перпендикулярні до поздовжньої осі зброї та розташовані в площині клинка. Починаючи з XVI століття стали з'являтися круглі та чашоподібні гарди, а також гарди, що захищають кисть не лише зверху, але й з боків за допомогою зігнутої частини, що йде від верхньої частини держака до нижньої.
Японська фехтувальна школа не знає блоків катани катаною в принципі. Катану виготовляли зі сталі достатньо високої твердості, але вельми крихкої. Вартість однієї катани була дуже висока, та залежала від її якості. Тим не менше, катани, що кувалися на потік, і катани, що виготовляли за спец. замовленням, при зустрічному ударі об іншу катану мали високі шанси зламатися або розкришитися. Блокування не передбачені ані клинком, ані цубою, ані будь-якою іншою частиною катани.
Цуба, крім суто декоративної функції, слугувала також упором для кисті руки при колючих ударах. Ця та ряд інших причин зумовили появу в кендо колючих випадів. Важким європейським мечем з вузькою гардою було набагато важче робити випад.